# A ki***tt világ vége
A ki***tt világ vége sötét humorra alapuló brit vígjáték-dráma sorozat. A sorozat Charles Forsman azonos című képregényén alapul. A 8 részes sorozat első epizódját 2017. október 24-én mutatták be az Egyesült Királyságban, a Channel 4 nevű tévéadón. A sorozatot a Netflixszel közösen készítették. A Netflix 2018. január 5-én mutatta be nemzetközileg. A sorozat főszereplői a 17 éves James, aki pszichopatának képzeli magát, és Alyssa, a fiú egyik lázadó osztálytársa, aki menekülési lehetőségét borzalmas családja elől a fiúban látja. 2019. november 4-én megjelent a második évad Channel 4-en, majd másnap világszerte a Netflixen. 
Magyarországon a sorozat első évadja 2019. február 26-án jelent meg felirattal, majd 2019. szeptember 6-án magyar szinkronnal. A második évad magyar szinkronnal érkezett.
A sorozatot több kritikus is elismerte, és jelölték a 2018 British Academy Television-Díj a Legjobb Dráma Sorozat díjára.

## Főszereplők
| Színész             | Szereplő     | Magyar hang         | Leírás |
| ------------------- | ------------ | ------------------- | --- |
| Alex Lawther        | James        | Berkes Bence        | Pszichopata fiú |
| Jack Veal           | James        | Berkes Bence        | Pszichopata fiú |
| Jessica Barden      | Alyssa       | Molnár Ilona        | Különc lány |
| Holly Beechey       | Alyssa       | Molnár Ilona        | Különc lány |
| Gemma Whelan        | Eunice Noon  | Bánfalvi Eszter     | Rendőrpartnerek |
| Wunmi Mosaku        | Teri Darego  | Mezei Kitty         | Rendőrpartnerek |
| Steven Oram         | Phil         | Rába Roland         | James apja |
| Christine Bottomley | Gwen         | Orosz Anna          | Alyssa anyja |
| Navin Chowdhry      | Tony         | Rajkai Zoltán       | Gwen párja |
| Barry Ward          | Leslie Foley | Makranczi Zalán     | Alyssa apja |
| Naomi Ackie         | Bonnie       | Ligeti Kovács Judit | Érzelmeket táplál Clive Koch iránt. Úgy véli, hogy Jamesnek és Alyssának szándékosan az volt a terve, hogy megöljék Cliveot. Bonnie eltökélt szándéka, hogy bosszút álljon. |

## Epizódok
| Évad | Évad | Epizód | Eredeti sugárzás  | Magyar sugárzás     | Adó |
| ---- | ---- | ------ | ----------------- | ------------------- | --- |
|      | 1    | 8      | 2018. október 24. | 2019. szeptember 6. |     |
|      | 2    | 8      | 2019. november 4. | 2019. november 5.   |     |

### 1. évad (2017)
| Sor. | Év. | Cím                   | Rendező                              | Író            | Premier                               |
| ---- | --- | --------------------- | ------------------------------------ | -------------- | ------------------------------------- |
| 1.   | 1.  | 1. epizód (Episode 1) | Jonathan Entwistle                   | Charlie Covell | 2017. október 24. 2019. szeptember 6. |
| 2.   | 2.  | 2. epizód (Episode 2) | Jonathan Entwistle                   | Charlie Covell | 2017. október 24. 2019. szeptember 6. |
| 3.   | 3.  | 3. epizód (Episode 3) | Jonathan Entwistle                   | Charlie Covell | 2017. október 24. 2019. szeptember 6. |
| 4.   | 4.  | 4. epizód (Episode 4) | Jonathan Entwistle                   | Charlie Covell | 2017. október 24. 2019. szeptember 6. |
| 5.   | 5.  | 5. epizód (Episode 5) | Jonathan Entwistle és Lucy Tcherniak | Charlie Covell | 2017. október 24. 2019. szeptember 6. |
| 6.   | 6.  | 6. epizód (Episode 6) | Lucy Tcherniak                       | Charlie Covell | 2017. október 24. 2019. szeptember 6. |
| 7.   | 7.  | 7. epizód (Episode 7) | Lucy Tcherniak                       | Charlie Covell | 2017. október 24. 2019. szeptember 6. |
| 8.   | 8.  | 8. epizód (Episode 8) | Lucy Tcherniak                       | Charlie Covell | 2017. október 24. 2019. szeptember 6. |

### 2. évad (2019)
| Sor. | Év. | Cím                   | Rendező          | Író            | Premier                             |
| ---- | --- | --------------------- | ---------------- | -------------- | ----------------------------------- |
| 9.   | 1.  | 1. epizód (Episode 1) | Lucy Forbes      | Charlie Covell | 2019. november 4. 2019. november 5. |
| 10.  | 2.  | 2. epizód (Episode 2) | Lucy Forbes      | Charlie Covell | 2019. november 4. 2019. november 5. |
| 11.  | 3.  | 3. epizód (Episode 3) | Lucy Forbes      | Charlie Covell | 2019. november 4. 2019. november 5. |
| 12.  | 4.  | 4. epizód (Episode 4) | Lucy Forbes      | Charlie Covell | 2019. november 4. 2019. november 5. |
| 13.  | 5.  | 5. epizód (Episode 5) | Destiny Ekaragha | Charlie Covell | 2019. november 4. 2019. november 5. |
| 14.  | 6.  | 6. epizód (Episode 6) | Destiny Ekaragha | Charlie Covell | 2019. november 4. 2019. november 5. |
| 15.  | 7.  | 7. epizód (Episode 7) | Destiny Ekaragha | Charlie Covell | 2019. november 4. 2019. november 5. |
| 16.  | 8.  | 8. epizód (Episode 8) | Destiny Ekaragha | Charlie Covell | 2019. november 4. 2019. november 5. |

## Történet
|  | Alább a cselekmény részletei következnek! |

James a 17 éves gimnazista pszichopatának képzeli magát, és a sok megölt állat után rájön, hogy meg szeretne gyilkolni egy embert. Az osztályukba új tanuló érkezik, Alyssa aki beleszeret Jamesbe, és ráveszi, hogy szökjön el vele. A fiú mind végig arra gondol, mikor tudná kioltani a lány életét. James elköti édesapja autóját, és útnak indulnak. Időközben az autó elromlik, így stoppolni lesznek kénytelenek. Útközben találnak egy üres házat, ahova beszöknek. Alyssa összeveszik Jamesszel, majd lefekszik aludni. A fiú épp a lány "szobája" felé tart, amikor hangokat hall, és bebújik az ágy alá. A ház eredeti tulajdonosa érkezett meg. Amikor a férfi rátalál az alvó Allysára, erőszakoskodni kezd vele. James kibújik az ágy alól és leszúrja, a férfi meghal. A két kamasz igyekszik eltüntetni a nyomokat, majd továbbállnak, és megváltoztatják kinézetüket. Beülnek egy gyorsétterembe, ahol a lány rájön, hogy fél a fiútól mert embert ölt, és elszökik a WC ablakán. A lányt lopáson kapják egy üzletben, és ki akarják hívni rá a rendőrséget, de végül elengedik, aki ekkor rájön, hogy igazságtalan volt Jamesszel, aki tulajdonképp csak megvédte őt. Végül ugyanabban a gyorsétteremben megtalálják egymást, ahonnan Alyssa elszökött. James rájön, hogy nem pszichopata, és innentől nem fantáziál a lány megöléséről, hanem beleszeret. A két tinédzser elköt egy autót, és újra útnak erednek, hogy megkeressék Alyssa rég elfeledett édesapját. Időközben országos szintű nyomozás indul ellenük, a TV-ben mutogatják a fiatalok fényképét. Útközben kifogy a kocsiból az üzemanyag, és meg kell állniuk egy benzinkútnál, ahol az eladó felismeri a kamaszokat a televízióban látott képek alapján, és jelt ad a pénztár mögött álló fiának, hogy hívja föl a rendőrséget, aki azonban nem érti a jelzést, majd amikor a benzinkút boltjába érnek, a fia segítségével bezárják a nőt a raktárba, így a fiatalok megússzák a letartóztatást. Tovább folytatják útjukat, és oda is érnek Alyssa apjához, aki egy tengerparti lakókocsiban lakik, drogdílerként keresi kenyerét, és befogadja a két menekülő kamaszt. James többször is jelzi a lánynak, hogy nem tartja jó ötletnek, hogy huzamosabb ideig Leslie-nél maradjanak. Az apa tárcsázza a rendőröket, a nyomravezetői díjért cserébe. Amikor ezt a lány megtudja, ideges lesz, felkap egy kést, és lábon szúrja édesapját. A lakókocsiba megérkezik a nyomozóasszony aki látva a kialakult helyzetet megpróbálja lenyugtatni a kedélyeket - sikertelenül. Alyssa leüti apja puskájával, és kirohan Jamesszel apja motorcsónakjához, hogy elszökjenek egy másik országba. Amikor a partra érnek, meglátják, hogy az apály miatt a tenger messzire került a csónaktól. A fiú nem szeretné, hogy Alyssának baja essen, és mivel gyakorlatilag ő a gyilkos a lányt leüti és rohanni kezd a víz felé, Alyssa kiabálni kezd, és próbál hatást gyakorolni a felfegyverkezett kommandósokra, hogy ne lőjenek a fiúra. A sorozat egy lövés hangjával, és fekete képernyővel végződik.
|  | Itt a vége a cselekmény részletezésének! |

## Fogadtatás

### Díjak, elismerések
| Év   | Díj                               | Kategória                                                    | Eredmény | Ref.  |
| ---- | --------------------------------- | ------------------------------------------------------------ | -------- | ----- |
| 2018 | British Academy Television Awards | Legjobb Dráma Sorozat                                        | Jelölve  | [ 2 ] |
| 2018 | Primetime Emmy-Díj                | Kiemelkedő operatőri munka Egyetlen Kamera Sorozat (Fél Óra) | Jelölve  | [ 3 ] |